# Graafschap Auvergne

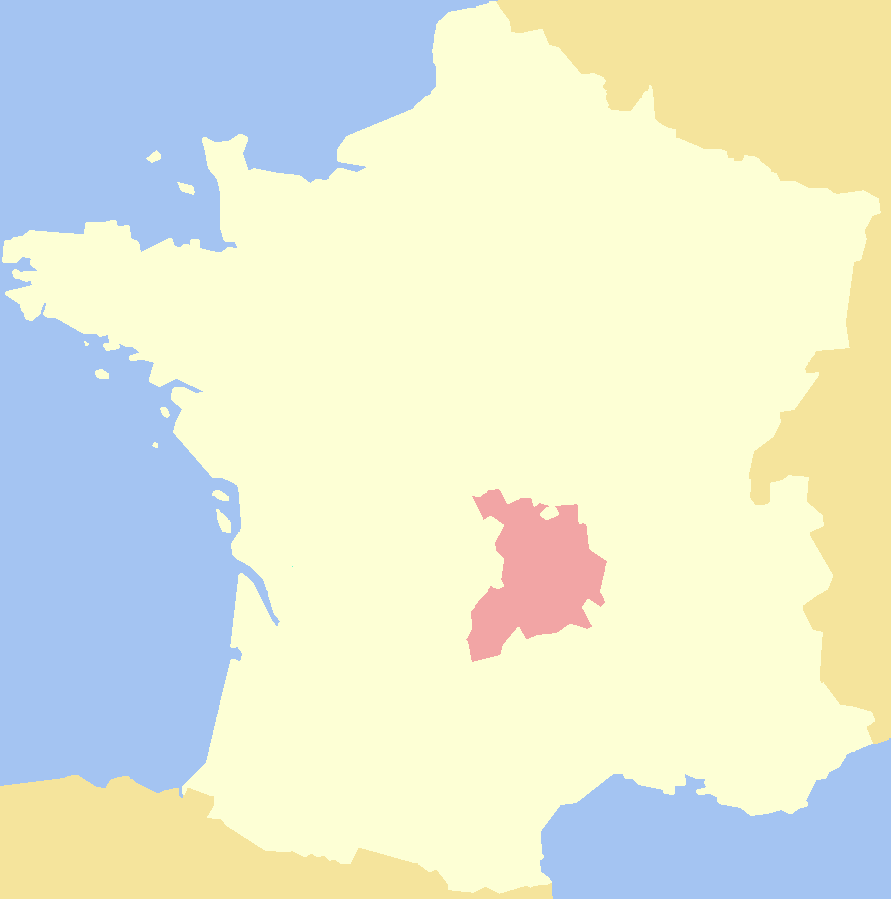
Auvergne

Het graafschap Auvergne was eigenlijk een burggraafschap, een onderdeel van een ander graafschap.
Van oudsher was het graafschap een onderdeel van het hertogdom Aquitanië. In 1155 werd na een familiale ruzie het graafschap opgedeeld in het graafschap Auvergne en het graafschap Clermont. In 1213/1214 werd het graafschap nog eens herschikt, het graafschap Auvergne, het graafschap Clermont kreeg de naam Dauphiné van Auvergne en het leeuwendeel kwam in de handen van koning Filips II van Frankrijk, La Terre royale d'Auvergne (het koninklijk gebied van Auvergne). Het koninklijk gedeelte werd in 1360 een hertogdom.

## Graven van Auvergne (onvolledig)
- Bernard Plantevelue (868-885)
- Willem de Vrome (885-918)